# Greg Collins
Gregory Vincent Collins, detto Greg (Troy, 8 dicembre 1952), è un attore e un ex giocatore di football americano, di nazionalità statunitense, che ha giocato nel ruolo di linebacker per tre stagioni nella National Football League (NFL). Fu scelto nel corso del secondo giro (35º assoluto) del Draft NFL 1975 dai San Francisco 49ers. Al college ha giocato a football coi Notre Dame Fighting Irish.

## Carriera professionistica
Collins fu scelto nel corso del secondo giro del Draft 1975 dai San Francisco 49ers. In California trascorse una sola stagione, disputando tutte le 14 partite della stagione regolare, Nel 1976 passò alla neonata franchigia dei Seattle Seahawks, con cui disputò 13 partite prima di venire tagliato e diventare un free agent. Nel 1977, Collins firmò coi Buffalo Bills, bisognosi di un linebacker dopo che un infortunio forzò fuori dai campi di gioco John Skorupan per tutta la stagione. Quella coi Bills fu l'ultima stagione da sportivo professionista.
Abbandonato il football, Collins perseguì la carriera di attore recitando in film come The Rock e New Alcatraz e in serie televisive come 24 e True Blood.

## Filmografia parziale
- Independence Day (1996)
- The Rock (1996)
- Alias - serie TV, 1 episodio (2001)
- New Alcatraz (2001)
- Una settimana da Dio (2003)
- True Blood - serie TV, 4 episodi (2009)
- 24 - serie TV, 1 episodio (2010)
- Una bugia di troppo (2012)

## Doppiatori italiani
Nelle versioni in italiano delle opere in cui ha recitato, Greg Collins è stato doppiato da:
- Toni Orlandi in CSI - Scena del crimine (ep. 1x01)
- Achille D'Aniello in CSI - Scena del crimine (ep. 1x08, 1x13, 1x17)
- Sergio Lucchetti in Criminal Minds (ep. 4x01)
- Saverio Moriones in Criminal Minds (ep. 6x11)
- Gerolamo Alchieri in Leverage - Consulenze illegali
- Maurizio Reti in 24
- Alessandro Ballico in Perception
- Carlo Reali in Private Practice
- Paolo Maria Scalondro in Code Black
- Oliviero Dinelli in Revenge
- Roberto Fidecaro in NCIS - Unità anticrimine

## Vittorie e premi
Nessuno

## Statistiche
| Partite totali | 38 |